# Porzellanwerk Kloster Veilsdorf

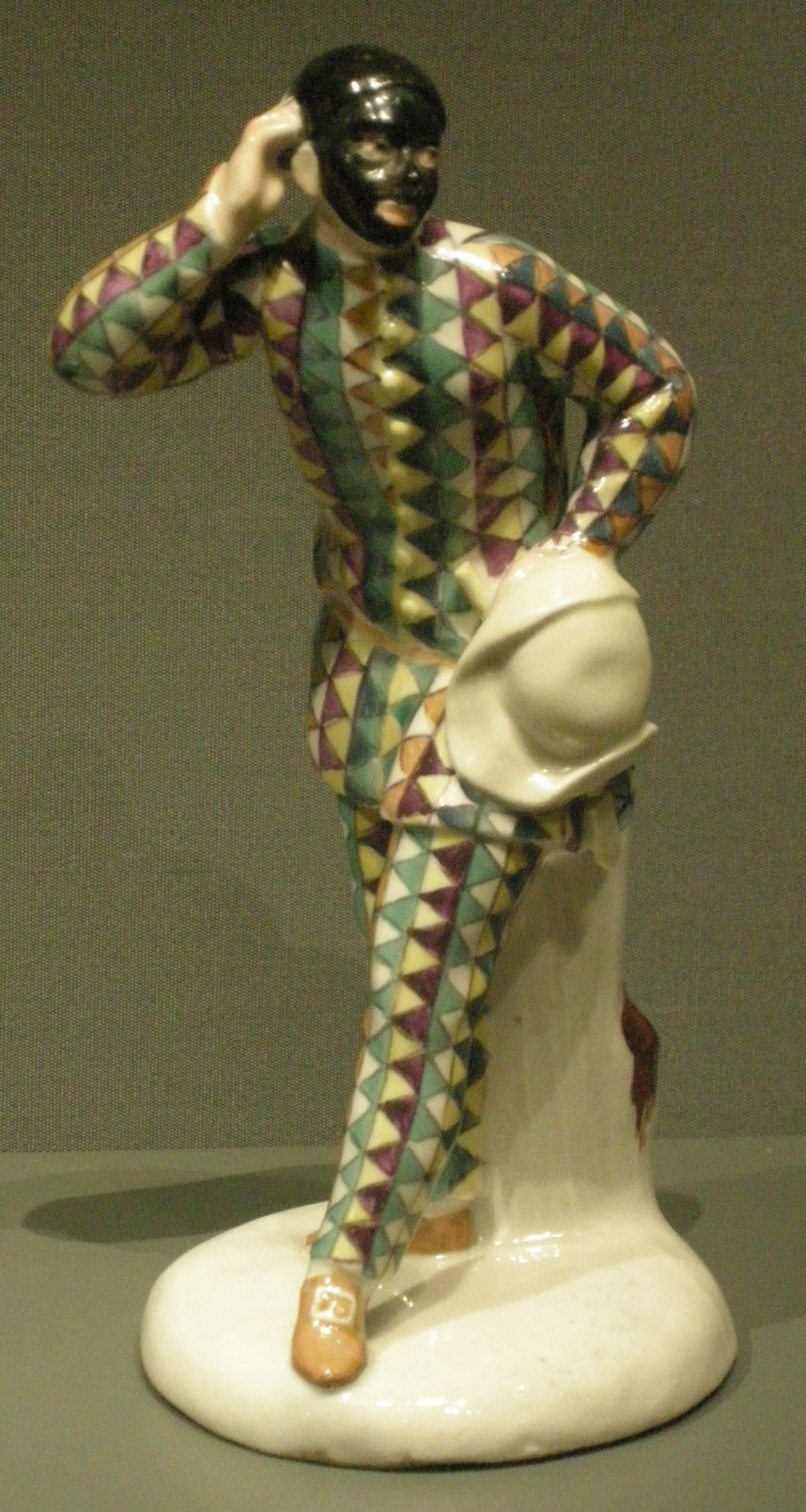
Harlekin, Kloster Veilsdorf, um 1770

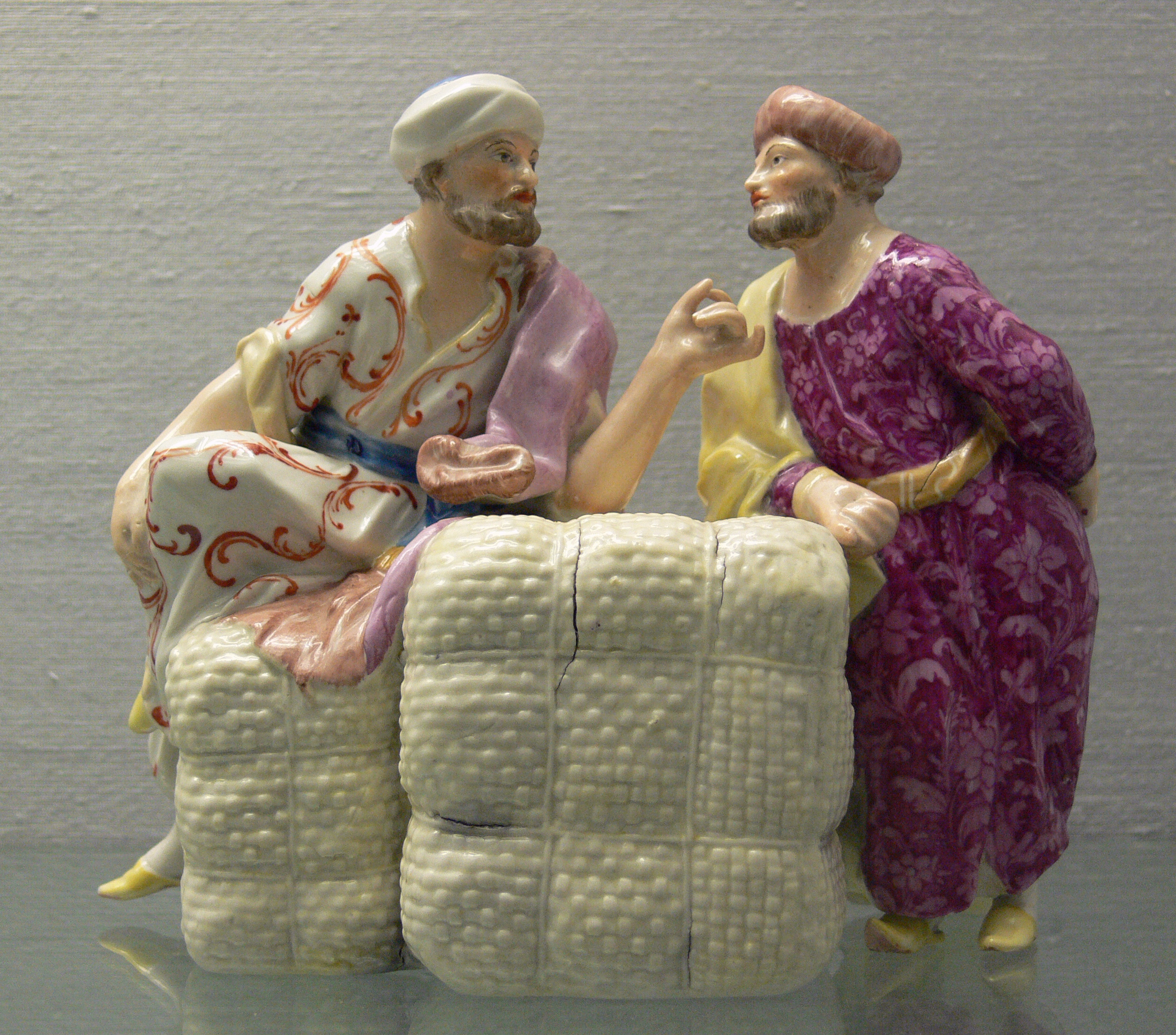
Türkische Kaufleute (aus einem Tafelaufsatz), Kloster Veilsdorf um 1776

Die Porzellanfabrik zu Kloster Veilsdorf in dem gleichnamigen Ort Kloster Veilsdorf war eine der ältesten Porzellan-Manufakturen in Deutschland und die zweitälteste in Thüringen. Heute wird hier technisches Porzellan produziert. Das Werk ist eine  Station der Thüringer Porzellanstraße.

## Geschichte

Aktie über 1000 RM der Porzellanfabrik zu Kloster Veilsdorf vom November 1941

1760 wurde diese Manufaktur von Prinz Eugen von Sachsen-Hildburghausen im Osten des Dorfes auf dem Gelände des 1153 gegründeten, 1525 zerstörten Benediktiner-Klosters mit Hilfe des Arkanisten Johann Hermann Meyer und des Drehers Nürnberger gegründet. Bis 1763 wurden noch fayenceartige Porzellane gefertigt. Echtes Hartporzellan konnte erst nach dem Ankauf des Geheimnisses der Masseherstellung durch den Arkanisten Niklas Paul hergestellt werden. Dies bewirkte die Verleihung des Fabrikprivilegs als hochfürstliche Porzellain-Fabrique Closter Veilsdorf im Jahr 1765, nach der eine Reihe bürgerlicher Gründungen entstanden, was dem finanziell angeschlagenen Land Sachsen-Hildburghausen neue Einnahmequellen erschloss.
Das Werk wurde nach dem Tod Prinz Eugens von Sachsen-Hildburghausen 1797 an die Porzellanerfamilie Greiner verkauft, in deren Besitz es bis 1822 blieb. Im Jahr 1822 gab das Porzellanwerk die Veilsdorfer Kupfermarken als sogenanntes Fabrikgeld im Trucksystem als Teil der Entlohnung der Arbeiter aus. Seit 1863 wurde technisches Porzellan in die Produktion mit aufgenommen, was später das künstlerische Porzellan ersetzen sollte.
1884 wird die Firma in eine Aktiengesellschaft umgewandelt.
Während des Zweiten Weltkrieges mussten über 200 Frauen und Männer vorwiegend aus der Sowjetunion und Polen in der Porzellanfabrik Kloster Veilsdorf Zwangsarbeit verrichten.
In der Zeit der DDR wurde das Werk ein Teilbetrieb des Kombinat VEB Keramische Werke Hermsdorf und stellte vor allem elektrotechnisches Porzellan her. 1988 hatte der Betrieb 1200 Mitarbeiter. Das Werk bekam 1990 den Rechtsstatus einer GmbH und führte den Namen Porzellanwerk Kloster Veilsdorf GmbH in der Tridelta AG Hermsdorf, der 1994 in Tridelta GmbH, Geschäftsbereich Prozeß-Keramik Veilsdorf geändert wurde. Von 1992 bis 1996 gehörte der Betrieb zur Jenoptik GmbH. Im Jahr 1996 wurde das Werk von der Rauschert GmbH Technische Keramik und Kunststoff-Formteile übernommen.

## Porzellanherstellung im Wandel der Zeit
Seit Beginn der Gründung des Betriebes wurde in Veilsdorf künstlerisches Porzellan hergestellt.
In Kloster Veilsdorf entstanden Geschirre für die höfische Tafel, Leuchter, Dosen und vor allem Figuren mit plastischer Zierart in feiner Modellierung und meisterhafter Bemalung. Alle Vorgänge der Herstellung und Bearbeitung wurden ohne elektrisch betriebene Maschinen hergestellt, woran in der zweiten Hälfte des 18. Jahrhunderts nicht zu denken war. Alles war solide Handarbeit.
Durch die industrielle Revolution eingeleitet, begann seit dem Jahr 1863 die Umstellung der Produktion auf technische Artikel. Pressverfahren und neu entwickelte Pressen, wie eine Schlag- und Trittpresse, wurden eingesetzt um neue technische Artikel wie zum Beispiel Farbnäpfchen oder Polsternägel in die gewünschte Form zu bringen.
Heute liegt der Schwerpunkt in der Herstellung für elektrotechnisches Porzellan und Porzellan für verschiedene umwelttechnische Einsatzgebiete. Die technischen Erzeugnisse finden ihren Einsatz als Isolatoren oder zum Beispiel als Baustoffe der Katalysatoren.

## Anekdote zur Technologie der Porzellanherstellung
Einem Heimarbeiter namens Neidnicht aus Veilsdorf fiel auf die vorliegende pulverisierte Masse eine Petroleumlampe. Somit vermischte sich das Öl mit der Masse. Die Masse hob sich von nun an viel leichter und schöner aus der Form ab.
Auch heute werden Pressöle für die Formgebung der Masse verwendet. Neidnichts Entdeckung brachte einen großen Fortschritt für die Bearbeitung der Masse zur Herstellung des Porzellans.